# Findon
Findon est une paroisse civile et un village du Sussex de l'Ouest, en Angleterre.